# Топільницька Марія Дмитрівна
Марія Дмитрівна Топільницька (17 січня 1951, село Верхнє, тепер Турківського району Львівської області) — українська радянська діячка, доярка колгоспу імені Свердлова Турківського району Львівської області. Депутат Верховної Ради УРСР 9-го скликання.

## Біографія
Освіта середня. Член ВЛКСМ.
З 1967 року — доярка колгоспу імені Свердлова села Верхнє Турківського району Львівської області.
Потім — на пенсії у селі Верхнє Турківського району Львівської області.

## Нагороди
- орден Трудової Слави 3-го ст.
- ордени
- медалі